# Klooster van Laval-Bénite
Het Klooster van Laval-Bénite was een nonnenklooster voor nonnen van de cisterciënzers in het departement Isère in de regio Auvergne-Rhône-Alpes in Frankrijk. Het klooster werd in 1117 als dochterklooster van de abdij van Bonnevaux, waar monniken leefden, gesticht. Tijdens de Franse Revolutie werden de nonnen gedwongen om het klooster te verlaten. Of het klooster geplunderd werd, in brand werd gestoken of dat er nog resten van bestaan is onbekend.